# Denis Brihat
Denis Brihat (16. září 1928 Paříž – 3. prosince 2024 Bonnieux) byl francouzský fotograf, který dlouhou dobu vyučoval fotografii ve své dílně v Bonnieux a zároveň rozvíjel vlastní tvorbu. V roce 1957  získal ocenění Prix Niépce. Fofografoval pro památkovou správu. Zabýval se fotografií architektury a reklamní fotografií.

## Život
Mládí strávil v Paříži, své první fotografie pořídil velmi mladý, ve věku patnácti let, v roce 1943. Po vyučení ve fotografické škole na rue de Vaugirard v letech 1948 až 1951 pokračoval v učení v oboru a začal vykonávat svou profesi různými způsoby. Nejvíce v oborech architektura, průmysl, reportáž nebo portréty
V roce 1952 se přestěhoval do Biotu v Alpes-Maritimes, kde zůstal až do roku 1955. Produkoval ilustrační fotografie pro nakladatele a produkoval svá první osobní díla. Právě v té době, povzbuzen Robertem Doisneauem, začal spolupracovat s agenturou Rapho.

## Indie a cena Niépce
V letech 1955-1956 Denis Brihat strávil rok v Indii, kde prováděl ilustrační reportáže pro publikování, fotografoval architekturu i reportáže ze života sikhů. Po jeho návratu byla jeho práce o Indii, oceněná cenou Prix Niépce a vystavena ve Francouzské fotografické společnosti. V roce 1958 se přestěhoval na francouzský venkov (vesnice Bonnieux v departmentu Vaucluse). V letech 1958 až 1967 prošel obdobím reflexe a tvorby, během něhož, izolovaný na tehdy opuštěné plošině Claparèdes, konečně spatřil fotografii, kterou chtěl už dlouho udělat: proniknout do této přírody a zažít ji. Odhalit veškerou jeho složitost a krásu. Věnoval se fotografii krajinných detailů. Své minimalistické výtvarné fotografie zpracovával v početně omezených sériích tří, šesti nebo deseti kopií.
V tomto období uspořádal několik významných výstav, zejména v roce 1966 v Muzeu dekorativních umění v Paříži a v roce 1967 v MoMA (New York), s Pierrem Cordierem a Jean-Pierrem Sudrem. Také každoročně účastnil grafického kongresu v Lurs en Provence.

## Vaucluse
V roce 1958 se natrvalo usadil v Provence, v Bonnieux (Vaucluse), aby se plně věnoval svému osobnímu bádání na téma přírody v podobě „fotografických obrazů“. V roce 1968 začal svůj výzkum barev prostřednictvím metalického tónování a procesu rytí do želatiny (nibbling), technik, které od té doby neustále zkoumal a zdokonaloval. Během léta 1969 zorganizoval kurz experimentální fotografie v Bonnieux s Jean-Pierrem Sudrem. Vytvořil sdružení „Studium and research in photographic art of the Luberon“ a stáž v průběhu školního roku určenou pro přípravu budoucích profesionálů (kterou nabízel ještě osm let).
V roce 1970 se zúčastnil prvního Rencontres de la Photographie v Arles.
Na přání svého přítele amerického malíře Bernarda Pfriema vytvořil fotografický kurz na American School of the Arts, Lacoste, kde čil řadu let. Zúčastnil se kolektivní výstavy Le Groupe Libre Expression: Expo 5, kterou představil Jean-Claude Gautrand. V roce 1977 se podílel na vytvoření fotografického studijního cyklu na univerzitě v Provence v Marseille. Učil tam dva roky. Přes stáže a výuku bude mít v tomto období četné výstavy (viz seznam); ale pokud v roce 1976 ukončil hlavní celoroční kurzy, od roku 1980 nabízel týdenní kurzy vedené buď významnými kolegy (Hélène a Rachel Théret; Jean Dieuzaide, Louis Bernnard d'Outrelandt), nebo sám.
V roce 1987 obdržel hlavní cenu za fotografii od města Paříže. V roce 1998 ukončil všechny formy výuky, aby se mohl věnovat své práci. 
Denis Brihat zemřel 3. prosince 2024 ve věku 96 let.

## Publikace
- Un Citron, album 18 obrazů, Bonnieux, 1964

## Výstavy
- 1962 – Galerie Coren, Aix-en-Provence
- 1962 – Galerie Michel, Carpentras
- 1963 – Galerie La Proue, Lyon
- 1965 – Musée des arts décoratifs, Paříž
- Au bonheur des fleurs (2012)
- Fragments d'un paradis (2019)
- Denis Brihat, photographies – De la nature des choses (2019)[2]
- Inde 1955 (2019)
- With love from India (2019–2020)[3]
- L’Eden de Denis (2020)
- A fleur de sable (2022)
- La nature au cœur (2023)